# Louis-Victor Bougron
Louis-Victor Bougron, né le 2 novembre 1798 à Paris et mort le 10 décembre 1879 à Versailles, est un sculpteur français.
Il est notamment connu pour le scandale qui l'opposa au directeur-général des Musées royaux, Auguste de Forbin.

## Biographie
Louis Victor Bougron est né le 2 novembre 1798 à Paris, rue Saint-Denis. Il est le fils de Pierre-Amable Bougron, ancien marchand de papier et magasinier de l'Imprimerie royale, et de Louise-Amélie Milandre. Il est par sa mère arrière-petit-fils de Marie-Françoise Marchand, célèbre artiste de la Comédie-Française, connue sous le nom de Mlle Dumesnil.
D'abord élève de l'École des Arts et Métiers de Châlons, il est attaché à Paris, en 1817, à l'administration des hospices. Il quitte cet emploi en 1821 pour s'adonner à la sculpture et devient élève de Charles Dupaty. Il entre à l'École des beaux-arts de Paris le 18 octobre 1823 et commence l'année suivante au Salon, où il remporte une deuxième médaille avec une statue en plâtre représentant le Spartiate Othryadas mourant pour sa patrie.
En 1831, il expose un groupe en plâtre figurant Le Roi Pépin descendant dans l'arène pour combattre un lion. Cette œuvre est remarquée par le roi Louis-Philippe, qui complimente l'artiste et l'engage à exécuter son groupe en marbre pour décorer une place publique. La direction des Beaux-Arts n'ayant pas donné suite à la commande faite par le roi, Bougron, qui n'avait reçu comme récompense, cette année-là, qu'une première mention honorable, réclama avec insistance et, ne pouvant obtenir satisfaction, publie en 1832 une brochure intitulée Réclamation tardive. Petit mémoire contre M. le comte de Forbin, directeur-général des Musées royaux, par L.-V. Bougron, statuaire, dans laquelle il attaque violemment le comte de Forbin. Ce libelle fait scandale et Bougron est rayé de la liste des sculpteurs chargés d'entreprendre des travaux pour le gouvernement. Furieux, il provoque alors en duel le directeur général des Musées, qui s'empresse de déclarer n'avoir jamais voulu porter préjudice à l'artiste et promet de réparer le tort qu'il avait pu lui causer involontairement. Le groupe du Roi Pépin ne fut cependant jamais sculpté en marbre, mais Bougron fut gratifié, dans la suite, de quelques commandes faites par le roi.
En 1837, il habite Lille, où il enseigne le dessin au pensionnat du Sacré-Cœur. Il exécute plusieurs ouvrages destinés aux églises de la ville et travaille aussi à Cambrai, à Saint-Omer, à Arras et à Boulogne-sur-Mer.
En 1868, il réside à Versailles. Il y vit encore en 1875 lorsqu'il expose pour la dernière fois au Salon. Il y meurt en 1879.

## Œuvres

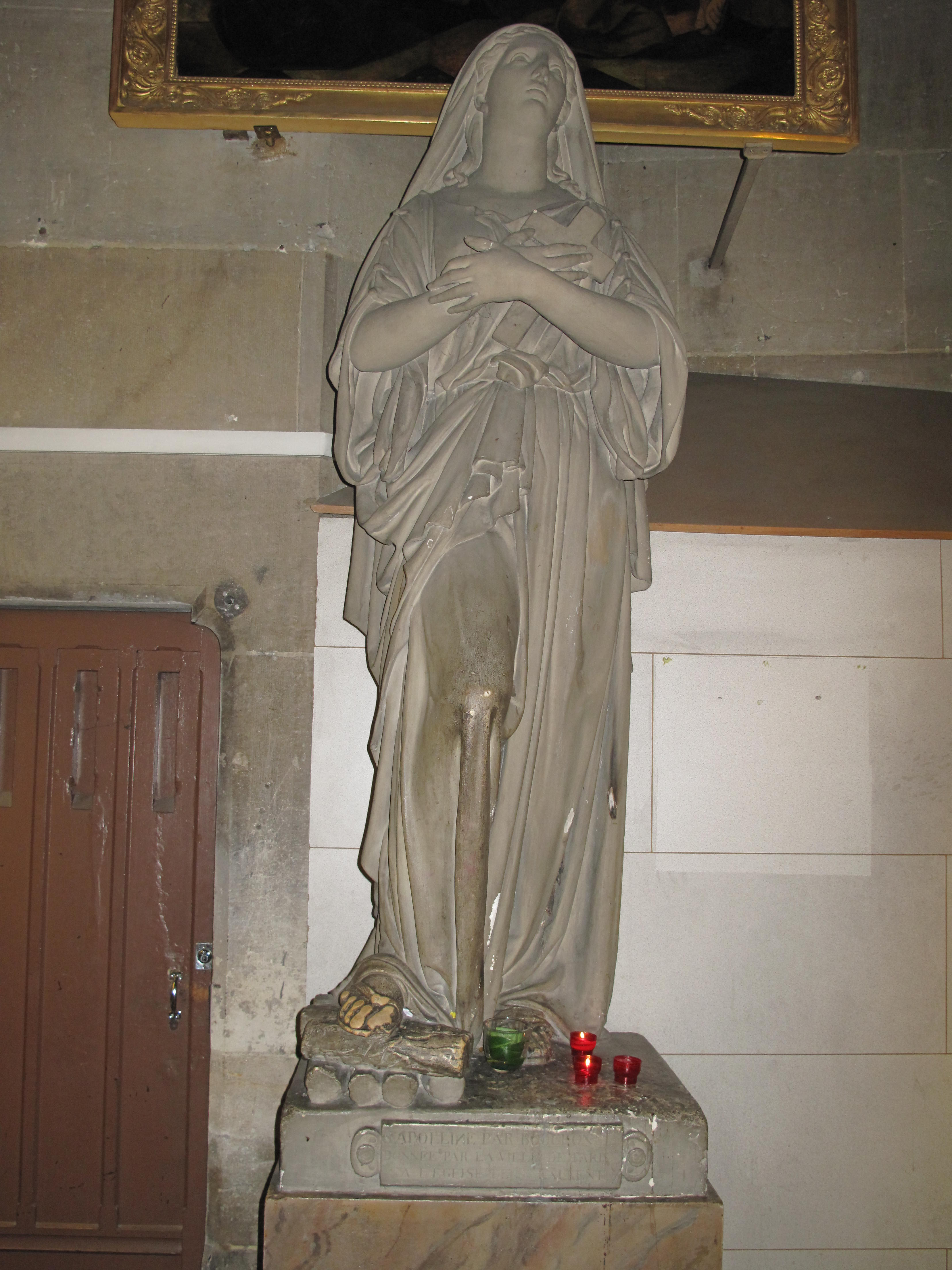
Sainte Apolline (1825), Paris, église Saint-Laurent.

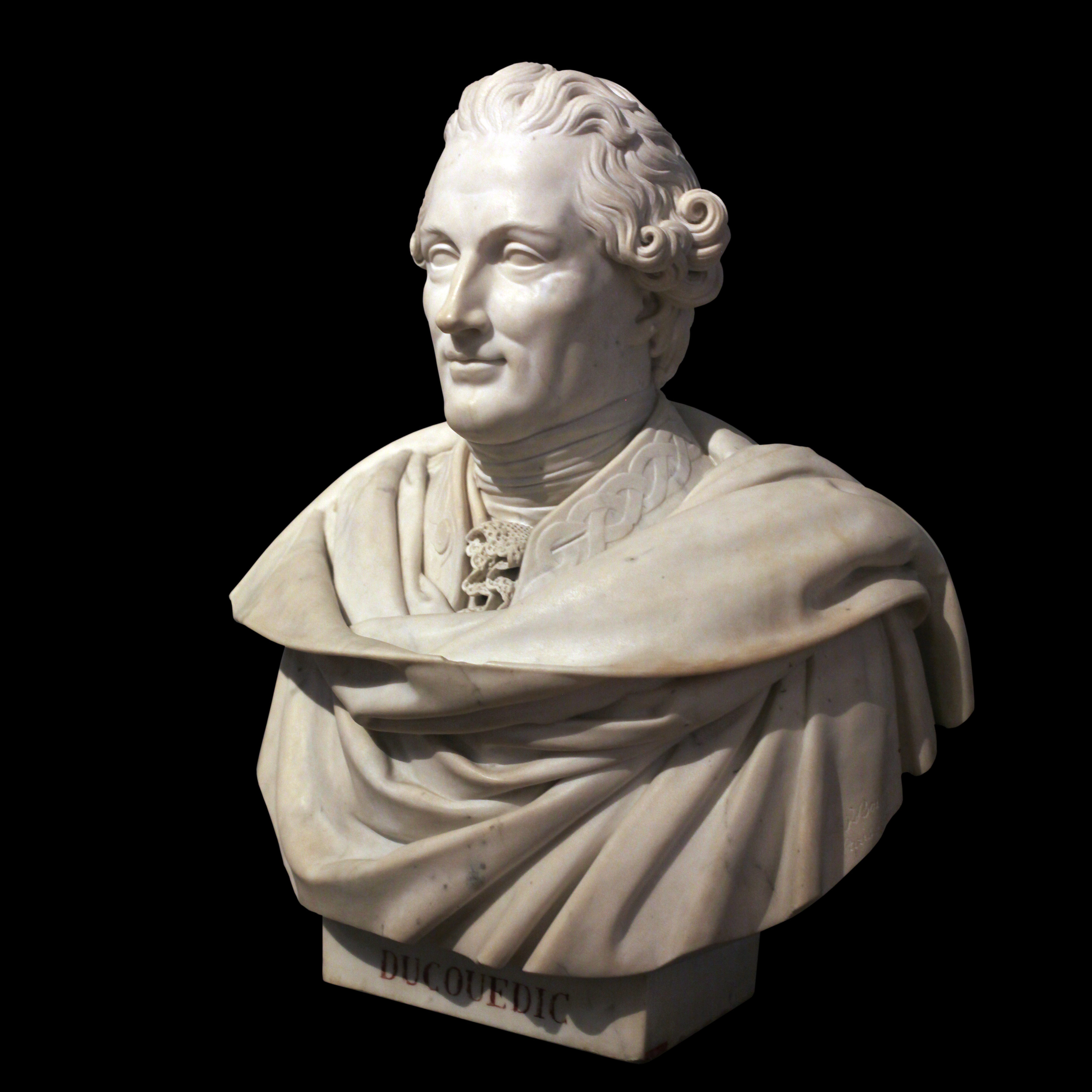
Charles-Louis, vicomte du Couédic de Kergoualer (1740-1780), capitaine de vaisseau (1830), Paris, musée national de la Marine.

- Le Spartiate Othryadas mourant pour sa patrie en lui donnant la victoire. Statue en plâtre. Salon de 1824 (no 1774).
- Achille s'armant pour venger Patrocle. Statue en plâtre. Salon de 1827 (no 1058). Cette statue fut offerte par l'artiste, en 1831, à l'Académie de Rouen, qui en a fait don au musée de la ville de Rouen, en 1833.
- Sainte Apolline. Statue en pierre. Chapelle de Saint-François de Sales, dans l'église Saint-Laurent, à Paris. Commandée par la préfecture de la Seine, en 1825, cette statue fut payée 3000 francs. Le modèle en plâtre a figuré au Salon de 1827 (no 1059).
- Le Pérugin. Buste en marbre commandé pour le Louvre par le ministre de la Maison du roi, le 29 mars 1825, moyennant 2500 francs. Ce buste a été exposé au Salon de 1827 (no 1060).
- Bacchante au repos. Figure en marbre. Salon de 1827.
- Louis-Philippe Ier, roi des Français. Buste (année 1830). Un exemplaire en plâtre de ce buste se trouve aux Archives nationales, à Paris, et un autre au musée de Cambrai.
- Le Roi Pépin descendant dans l'arène pour combattre un lion. Groupe en plâtre. Salon de 1831 (no 2179). Donné par l'artiste, en 1833, au musée de Saint-Omer.
- Charles-Louis, vicomte du Couédic de Kergoualer (1740-1780), capitaine de vaisseau. Buste en marbre commandé par la Liste civile, le 18 novembre 1828, moyennant le prix de 2500 francs, dont le solde fut payé le 9 mars 1830. Musée de la Marine, à Paris. Ce buste a été exposé au Salon de 1831 (no 2180). Un exemplaire en plâtre figure au musée de Versailles (no 1330 du catalogue d'Eudore Soulié).
- Charles Dupaty, statuaire. Buste en plâtre. Salon de 1831 (no 2181). Un exemplaire de ce buste a été donné par l'auteur au musée de Bordeaux.
- Une bacchante. Statue en marbre. Salon de 1831 (no 2182).
- Deux portraits. Médaillons en plâtre. Salon de 1831 (no 2183).
- Omphale en Hercule. Statue en bronze demi-nature. Salon de 1831 (no 2888).
- Chilpéric et Frédégonde. Groupe en plâtre demi-nature. Salon de 1833 (no 2462).
- Une baigneuse. Statue en plâtre. Salon de 1833 (no 2463).
- La Ville de Montpellier. Modèle en plâtre commandé par le ministre du Commerce et des Travaux publics. Salon de 1833 (no 2464). Ce modèle devait être exécuté en pierre pour l'arc de triomphe de l'Étoile.
- Buste d'enfant. Plâtre. Salon de 1833 (no 2465).
- Le Maréchal d'Estrées, vice-amiral. Buste en marbre commandé pour le musée de la Marine par le ministre de la Maison du roi, le 7 juin 1833, moyennant le prix de 2500 francs, dont le solde a été payé le 22 août 1834. Ce buste a figuré au Salon de 1835 (no 2187).
- Le Duc de La Rochefoucauld-Liancourt (1747-1827). Buste en marbre. H. 0 m 61. Musée de Versailles (no 1661 du catalogue d'Eudore Soulié). Il a été acquis, en 1835, par l'Intendant général de la Liste civile, pour le prix de 1500 francs payé le 21 juillet de la même année. Le modèle en plâtre a figuré au Salon de 1827 (no 1061) et le marbre au Salon de 1835 (no 2188).
- Eugène P…. Buste en plâtre. Salon de 1835 (no 2189).
- E.-G. Bourgeois (1780-1834), maire du Ve arrondissement de Paris. Buste en marbre. H. 0 m 60. Signé et daté de 1835. Cimetière du Père-Lachaise. Le modèle en plâtre a été exposé au Salon de 1836 (no 1870).
- Le Génie du suicide. Statue en marbre. Salon de 1836 (no 1868). Cet ouvrage, dit le livret du Salon, a été sculpté suivant le procédé des anciens maîtres, d'après un modèle du tiers de l'exécution. Ce dernier a été donné par l'auteur, en 1837, à l'Association lilloise.
- Louis-Claude-Hector, duc de Villars, maréchal de France. Buste en marbre commandé par l'Intendant général de la Liste civile, moyennant 2500 francs dont le solde fut payé le 25 septembre 1835. Musée de Versailles (no 1661 du catalogue d'Eudore Soulié). Ce buste a figuré au Salon de 1836 (no 1869).
- E.-G. Bourgeois. Médaillon en bronze. Salon de 1836 (no 1871). Appartenait à M. I. Bourgeois.
- Kléber assassiné. Groupe en marbre. H. 0 m 81. Musée de Versailles (no 1499 du catalogue d'Eudore Soulié). Salon de 1837 (no 1871). Le modèle en plâtre a figuré au Salon de 1834 (no 1982) ; il a été donné par l'auteur à la ville de Lille, en 1837.
- M. E. A…, député. Buste en plâtre. Salon de 1837 (no 1872).
- Saint Joseph. Statue (année 1837). Plusieurs exemplaires en plâtre de cette statue ont été placés dans des églises, à Lille.
- Achille de Harlay, premier président au parlement de Paris. Buste en marbre. H. 0 m 71. Bibliothèque Sainte-Geneviève, à Paris. Une réplique en marbre est placée au musée de Versailles (no 2849 du catalogue d'Eudore Soulié). Cette réplique a été commandée par la Liste civile, en 1838.
- Le Cardinal Pierre de Bérulle. Buste en marbre. H. 0 m 71. Bibliothèque de Sainte-Geneviève, à Paris. Une réplique en marbre a été commandée par la Liste civile, en 1838, pour le musée de Versailles. Celle-ci et la réplique du buste d'Achille de Harlay ont été payées 2400 francs, le 5 octobre 1838. En janvier de la même année, l'artiste avait reçu de l 'État un bloc de marbre, d'une valeur de 840 francs, destiné à leur exécution. Le catalogue du musée de Versailles fait mention d'un buste en plâtre du cardinal de Bérulle (no 826), mais ne parle pas du marbre fait par Bougron.
- Décoration du maître-autel de l'église de Sainte-Catherine, à Lille.
- Restauration du fronton de l'hôtel de ville de Cambrai.
- Les Génies des sciences et des arts. Deux bas-reliefs en pierre. H. 1 m 20. Bibliothèque de Cambrai.
- La Vierge et l'Enfant Jésus. Groupe en argent. H. 0m 90. Église de Saint-Christophe, à Tourcoing (Nord). Le modèle en plâtre a figuré au Salon de 1839 (no 2149).
- Le Maréchal de Fabert. Petit modèle d'une statue, offert par l'auteur à la ville de Metz, en 1839.
- Fronton en plâtre. L. 3 m. Chapelle des Dames Franciscaines, à Lille.
- La Vierge immaculée. Statue en plâtre. H. 2 m 30. Même chapelle.
- Marie-Françoise Marchand, dite Mlle Dumesnil (1713-1802), célèbre tragédienne. Buste en marbre. H. 0 m 67. Signé : Fait par L. V. Bougron, petit-fils de Françoise Marchand. Escalier de l'administration du Théâtre-Français.
- Jeanne de Constantinople, comtesse de Flandre et de Hainaut. Buste en plâtre. Salon de 1842 (no 1896).
- Buste d'une femme du XVIIIe siècle. Marbre. Salon de 1843 (no 1395).
- Sculpture des ornements de la porte de la préfecture d'Arras.
- Deux statues symétriques d'anges adorateurs, autel de l'église Saint-Nicolas-en-Cité d'Arras. Œuvre de Louis-Victor Bougron ou de son élève Jean-Baptiste Robert[5],[6].
- Candélabres en bois et en cuivre. H. 0 m 70. Église Notre-Dame, à Saint-Omer.
- Ornements en plâtre du sanctuaire de la chapelle de Notre-Dame-des-Anges, dans le couvent des Dames franciscaines de Lille.
- Christ en bois de tilleul. H. 2 m 60. Ce christ fut exécuté pour un calvaire, à Tourcoing.
- Fénelon (1651-1715), archevêque de Cambrai. Statue en plâtre. Salon de 1845 (no 2046). Cette œuvre a été donnée par l'artiste au musée d'Arras.
- Frédégonde. Statuette en plâtre. Musée d'Arras. Don de M. Lamperière, en 1864.
- Ornementations sculpturales du beffroi d'Arras.
- La Vierge au Rosaire. Groupe en bois de tilleul. H. 2 m 60. Ce groupe a été sculpté pour l'église du Saint-Sépulcre, à Saint-Omer.
- Saint Vincent de Paul. Statue en bois de tilleul. H. 1 m. Église de Saint-Vincent-de-Paul, aux Moulins-lès-Lille.
- L'Entente cordiale (1845). Médaillon en plâtre. Salon de 1852 (no 1308).
- La Loi appuyée sur la Force et la Justice et entourée de la Science, de l'Industrie et du Commerce. Bas-relief décorant le fronton du palais de justice de Boulogne-sur-Mer.
- Napoléon Ier. — Charlemagne. Statues en pierre commandées par le ministre de l'Intérieur, le 16 septembre 1852, moyennant 4 000 francs, pour la façade du même palais. Le solde du prix de ces statues fut payé le 12 mai 1854.
- M. Rémilly, ancien maire de Versailles. Buste en plâtre. Signé et daté de 1861. Bibliothèque de Versailles.
- Souvenir. Statuette en marbre. Salon de 1868 (no 3433). Cette statuette appartenait à M. Gautier aîné.
- Femme portant des fleurs. Statue en marbre pour un sarcophage du cimetière du Père-Lachaise. Salon de 1875 (no 2891).